# Loja Maçônica Cayrú
A Loja Maçônica Cayrú número 762 é uma loja simbólica fundada em 15 de setembro de 1901, situada num sobrado no número dezesseis da rua Ana Barbosa, no bairro do Méier, na cidade do Rio de Janeiro, no Brasil. Em virtude da existência da Loja Maçônica Cayrú II, número 1 437, com sede no Município de Nilópolis, a Loja Cayrú nº 0762 é conhecida como Cayrú do Méier. Foi civilmente constituída em 20 de outubro de 1901, data da aprovação do primeiro estatuto registrado.
A Loja Cayrú inclui-se no sistema federado adotado pelo Grande Oriente do Brasil e está jurisdicionada ao então Grande Oriente do Brasil no Estado do Rio de Janeiro (GOERJ), hoje Grande Oriente do Brasil no Rio de Janeiro (GOB-RJ).

## Etimologia
O nome da loja homenageia José da Silva Lisboa, o visconde de Cairu, eminente maçom dos séculos XVIII e XIX.

## A Maçonaria Brasileira e a Loja Cayrú
Nas palavras do escritor e maçom Elvandro Burity, a Loja Cayrú se insere no contexto da indagação da verdade, do estudo da moral e na prática da solidariedade e da beneficência, ao reler os livros de registro das atas, recuando no tempo e espaço, retrocedendo ao início do século XX onde se assentam os fundamentos, o princípio da Loja, vislumbraríamos uma plêiade de dedicados Maçons que não recuaram diante dos problemas e/ou pressões oriundas de interesses contrários à motivação maior para a fundação da Loja Cayrú.
A história da Cayrú passou a fazer parte da história da Maçonaria Brasileira, não só pela centúria trajetória que muito contribuiu para o engrandecimento do Grande Oriente do Brasil - GOB -, mas, pela atuação constante dos cayrús em diversas administrações passadas e presentes na maçonaria brasileira.

## A Motivação para Fundação
Sem o conhecimento de sua história, um povo é órfão. Ignorando seus valores próprios, perde sua identidade, aceita o que lhe for imposto. Sem senso crítico, torna-se presa fácil para invasões aculturantes de toda sorte. Só a história resgata o respeito próprio de um povo. Fora do conhecimento de sua própria história, não há caminho para a autoestima.
O primeiro relato sobre a motivação para a fundação da Loja encontra-se na Ata de 18 de setembro de 1905, onde se lê:
Palavras do Orador: "... 39 maçons reuniram-se e resolveram fundar uma Oficina que correspondesse às aspirações dos seus ideais, que consistiam na fundação de um Templo, onde longe da influência do Poder Central se pudesse cuidar da regeneração dos princípios maçônicos não culturados pela oligarquia que dirigia os destinos da Ordem. E assim ficou decido que esta Oficina teria seu Oriente na estação do Meyer, começando a funcionar na residência do Grande Benemérito Irmão Loureiro e que os Fundadores tiveram a fortuna de ver progredir a sua Loja que atualmente desfralda a bandeira da regeneração social".

## O Estandarte
Confeccionado em cor azul-religioso, formato retangular, terá, no seu campo, pintado ou bordado no alto, um listel com os títulos honoríficos da Loja em dourado; a meia altura do campo, duas colunas em escala, segundo estão descritas no Antigo Testamento - I Reis 7 - tendo, entre elas, à altura dos capitéis, um olho radiante encimando uma esquadro sobre as duas pontas do compasso e, logo abaixo, o título distintivo "Cayrú"; as colunas terão escritas no fuste as letras Iod e Beth; ao nível das bases das colunas, está a data de fundação da Loja. O estandarte será contornado por galão prateado, tendo franjas prateadas na parte inferior, formando matame.

## A Bandeira
Confeccionada em tecido apropriado, de cor azul-religioso. Nas duas faces, terá, aplicado ou bordado ao centro do campo, um olho radiante encimando um esquadro sobre as duas pontas do compasso. Acima do olho radiante, estará a legenda "Loja Maçônica Cayrú", disposta em forma de arco de círculo e, abaixo, a data de fundação.

## O Timbre
O timbre será usado em carimbo e sinete, constará de dois círculos concêntricos, tendo, na coroa, a legenda - LOJA MAÇÔNICA CAYRÚ Nº 762 - FUNDADA EM 15-IX-1901 -. No centro, um olho radiante encimando um esquadro sobre um compasso.

## Os Fundadores
Na Ata de Fundação, embora com seus caracteres esmaecidos, podemos verificar os seguintes nomes:
- Venerável - Francisco Luiz Loureiro Andrade
- Primeiro Vigilante - Alfredo Dutra da Silva
- Segundo Vigilante - Alfredo Bastos
- Orador - Pedro Muniz
- Secretário - Joaquim Câmara
- Tesoureiro - José de Souza Carneiro
- Hospitaleiro - Gaudêncio Viegas Clemente
- Cobridor - Benedito Manoel Pinto Ribeiro

Demais Fundadores:
- Adolfo Mariano Correia
- Alberto Heckscher
- Antonio de Souza Almeida
- Antonio Ferreira Martins
- Antonio Francisco de Aragão Sobrinho
- Antonio Teixeira Pinto
- Bonifácio Bellizi
- Camilo Villella
- Celesetino dos Santos Simões
- Conrado Henrique Niemeyer
- Etelvino da Silva Matoso
- Heráclito Domingos
- Inocêncio José da Silva
- João Pinto da Silva Valle
- João Teixeira de Magalhães
- Joaquim de Castro Magalhães
- Joaquim Moreira de Mesquita
- José de Albuquerque Barbosa
- José Joaquim Lopes Braga
- José Lopes
- José Teixeira de Almeida
- José Vieira Júnior
- Luiz Vianna
- Raphael Correia Dias
- Symphronio Ribeiro Bastos

## O Patrono
O Patrono da Loja é Henrique Valladares, codinome "O CAYRÚ". Foi um eminente cidadão e um dos maiores Maçons que Brasil já teve. Deixou um folha admirável de serviços prestados à Pátria e à Ordem Maçônica. Nasceu em 15 de março de 1852, no Piauí. Na Escola Militar, conquistou o título de Engenheiro Militar. Faleceu em 17 de novembro de 1903.

## Títulos distintivos
- Benemérita pelo Decreto nº 424/1909
- Grande Benfeitora da Ordem pelo Decreto nº 2.199/1969
- Estrela da Distinção Maçônica pelo Ato nº 3.622/1973
- Cruz da Perfeição Maçônica pelo Ato nº 8.005/2007

## Veículo de divulgação
Desde março de 1959, a Loja Cayrú patrocina a Revista "O CAYRÚ" como veículo oficial de divulgação de assuntos científicos, filosóficos e literários no âmbito da Maçonaria.
O Boletim foi fundado pelo Irmão Sylvio Claudio em 31 de março de 1959, teve sua circulação oficializada pelo Grande Oriente do Brasil pelo Dec. nº 1.934, de 17/09/1963 e pelo Supremo Conselho do Rito Escocês Antigo e Aceito  para o  Brasil pelo Ato nº672, de 10/03/1966.